# Coatepec (Veracruz)
Coatepec è una municipalità dello stato di Veracruz, nel Messico centrale, il cui capoluogo è la località omonima.
Conta 86.696 abitanti (2010) e ha una estensione di 202.44 km². 	 		
Il significato del nome della località in lingua nahuatl è luogo della collina del serpente.